# Подгозд
Подгозд (словен. Podgozd) — поселення в общині Жужемберк, регіон Південно-Східна Словенія, Словенія. Висота над рівнем моря: 204,7 м.